# Óscar Bagüí
Óscar Dalmiro Bagüí Angúlo (Eloy Alfaro, Ecuador; 10 de diciembre de 1982) es un exfutbolista ecuatoriano. Se desempeñaba como lateral izquierdo y su último equipo fue el Club Sport Emelec de la Serie A de Ecuador. Actualmente es Director técnico del Club Social, Cultural y Deportivo Esmeraldas Petrolero

## Trayectoria como jugador

### Inicios en Argentina
Oscar Bagüí comenzó jugando en Argentina, en los clubes Atlético Argentino y Deportivo Riestra. 

### Olmedo
El 2003 regresa a Ecuador y debuta profesional en el Centro Deportivo Olmedo, club que le dio renombre en el medio nacional. En su primer año en este club es campeón de la Serie B y asciende a la Serie A. El 2007 es convocado a la Selección de fútbol de Ecuador dirigida por Luis Fernando Suárez. Permaneció en Olmedo hasta el 2007, jugando en total 176 partidos y anotando tres goles.

### Barcelona Sporting Club
El 2008 lo contrató Barcelona Sporting Club, ese año jugó 35 partidos y el siguiente lo hizo 28.

### Universidad Católica
El 2010 pasa a Universidad Católica de Quito, jugando 41 partidos y anotando dos goles. 

### Club Sport Emelec
El 2011 firma con el Club Sport Emelec, donde fue tetracampeón con Club Sport Emelec 2013, 2014, 2015 y 2017 y sus destacadas actuaciones le hacen volver a la Selección de fútbol de Ecuador, de la que forma parte en la Copa Mundial de Fútbol de 2014 y otros certámenes. Al finalizar la temporada 2021 decidió poner fin a su carrera como futbolista profesional.

## Trayectoria como director técnico
Inicio su carrera como Dt en su tierra natal dirigiendo al Club Social, Cultural y Deportivo Esmeraldas Petrolero de la Segunda Categoría de Esmeraldas

## Selección nacional
Fue internacional con la selección de fútbol de Ecuador en 26 ocasiones. El técnico de la selección ecuatoriana, Reinaldo Rueda, lo convocó para la Copa Mundial de Fútbol de 2014. Esporádicamente fue capitán de la Selección de Ecuador.

### Participaciones en Eliminatorias
| Eliminatorias     | Sede            | Resultado    | Partidos | Goles |
| ----------------- | --------------- | ------------ | -------- | ----- |
| Eliminatoria 2010 | América del Sur | No Clasificó | 3        | 0     |
| Eliminatoria 2014 | América del Sur | Clasificado  | 0        | 0     |
| Eliminatoria 2018 | América del Sur | No Clasificó | 0        | 0     |

#### Participaciones en Copas del Mundo
| Mundial                        | Sede   | Resultado      |
| ------------------------------ | ------ | -------------- |
| Copa Mundial de Fútbol de 2014 | Brasil | Fase de grupos |

### Participaciones en Copa América
| País    | Sede      | Año  | Resultado    |
| ------- | --------- | ---- | ------------ |
| Ecuador | Venezuela | 2007 | Primera fase |
| Ecuador | Chile     | 2015 | Primera fase |

## Clubes
| Club                 | País    | Año         |
| -------------------- | ------- | ----------- |
| Olmedo               | Ecuador | 2003 - 2007 |
| Barcelona            | Ecuador | 2008 - 2009 |
| Universidad Católica | Ecuador | 2010        |
| Emelec               | Ecuador | 2011 - 2021 |

## Palmarés

### Campeonatos nacionales
| Título             | Club   | País    | Año  |
| ------------------ | ------ | ------- | ---- |
| Serie B de Ecuador | Olmedo | Ecuador | 2003 |
| Serie A de Ecuador | Emelec | Ecuador | 2013 |
| Serie A de Ecuador | Emelec | Ecuador | 2014 |
| Serie A de Ecuador | Emelec | Ecuador | 2015 |
| Serie A de Ecuador | Emelec | Ecuador | 2017 |

### Distinciones individuales
| Distinción                               | Club   | País    | Año  |
| ---------------------------------------- | ------ | ------- | ---- |
| Mejor defensa de la Serie A de Ecuador   | Emelec | Ecuador | 2013 |
| 11 ideal del Campeonato Ecuatoriano 2013 | Emelec | Ecuador | 2013 |
| 11 ideal del Campeonato Ecuatoriano 2014 | Emelec | Ecuador | 2014 |
| 11 ideal del Campeonato Ecuatoriano 2015 | Emelec | Ecuador | 2015 |